# Volleyball Challenger Cup femminile 2019
La Volleyball Challenger Cup femminile 2019, 2ª edizione dell'omonima competizione femminile di pallavolo, si è svolta dal 26 al 30 giugno 2019 a Lima, in Perù: al torneo hanno partecipato sei squadre nazionali e la vittoria finale è andata per la prima volta al Canada.

## Qualificazioni
Al torneo hanno partecipato la nazionale del paese organizzatore, una nazionale nordamericana, qualificata tramite il torneo di qualificazione nordamericano, una nazionale sudamericana, qualificata tramite il play-off africano-sudamericano, una nazionale asiatica e oceaniana, qualificata in base al ranking AVC, e due nazionali europee, entrambe qualificate tramite l'European Golden League 2019.

## Impianti
|                                                                                                |  |  |
|                                                                                                |  |  |
| Complejo Deportivo Niño Héroe Manuel Bonilla Città: Lima Capienza: 6 000 Anno d'apertura: 1989 |  |  |

## Regolamento

### Formula
Le squadre hanno disputato una prima fase a gironi con formula del girone all'italiana; al termine della prima fase:
- Le prime due classificate di ogni girone hanno acceduto alla fase finale per il primo posto strutturata in semifinali, finale per il terzo posto e finale.

### Criteri di classifica
Se il risultato finale è stato di 3-0 o 3-1 sono stati assegnati 3 punti alla squadra vincente e 0 a quella sconfitta, se il risultato finale è stato di 3-2 sono stati assegnati 2 punti alla squadra vincente e 1 a quella sconfitta.
L'ordine del posizionamento in classifica è stato definito in base a:
- Numero di partite vinte;
- Punti;
- Ratio dei set vinti/persi;
- Ratio dei punti realizzati/subiti;
- Risultati degli scontri diretti.

## Squadre partecipanti
| Squadra       | Qualificazione                                   | Ultima partecipazione |
| ------------- | ------------------------------------------------ | --------------------- |
| Argentina     | Play-off di qualificazione africano-sudamericano | Debutto               |
| Canada        | 1ª al torneo di qualificazione nordamericano     | Debutto               |
| Taipei cinese | Ranking AVC                                      | Debutto               |
| Croazia       | 2ª all'European Golden League 2019               | Debutto               |
| Perù          | Paese organizzatore                              | Perù 2018             |
| Rep. Ceca     | 1ª all'European Golden League 2019               | Debutto               |

## Torneo

### Fase a gironi
| Girone A  | Girone B      |
| --------- | ------------- |
| Croazia   | Argentina     |
| Perù      | Canada        |
| Rep. Ceca | Taipei cinese |

#### Girone A

##### Risultati
| 26 giugno 2019 Complejo Deportivo Manuel Bonilla, Lima Durata: 2h:19 - Spettatori: 1 600 | Perù      | 1 - 3 | Croazia   | 23- 25, 25-19, 17-25, 29-31 |
| 27 giugno 2019 Complejo Deportivo Manuel Bonilla, Lima Durata: 1h:46 - Spettatori: 350   | Rep. Ceca | 3 - 1 | Croazia   | 20-25, 25-12, 25-16, 25-15  |
| 28 giugno 2019 Complejo Deportivo Manuel Bonilla, Lima Durata: 1h:25 - Spettatori: 600   | Perù      | 1 - 3 | Rep. Ceca | 25-27, 25-22, 21-25, 21-25  |

##### Classifica
| Pos | Squadra   | Pt | G | V | P | SV | SP | Ratio | PF  | PS  | Ratio |
| --- | --------- | -- | - | - | - | -- | -- | ----- | --- | --- | ----- |
| 1   | Rep. Ceca | 6  | 2 | 2 | 0 | 6  | 2  | 3,000 | 194 | 160 | 1,213 |
| 2   | Croazia   | 3  | 2 | 1 | 1 | 4  | 4  | 1,000 | 168 | 189 | 0,889 |
| 3   | Perù      | 0  | 2 | 0 | 2 | 2  | 6  | 0,333 | 186 | 199 | 0,935 |

#### Girone B

##### Risultati
| 26 giugno 2019 Complejo Deportivo Manuel Bonilla, Lima Durata: 1h:26 - Spettatori: 600 | Argentina | 3 - 0 | Taipei cinese | 25-22, 25-22, 25-21 |
| 27 giugno 2019 Complejo Deportivo Manuel Bonilla, Lima Durata: 1h:22 - Spettatori: 300 | Canada    | 3 - 0 | Taipei cinese | 25-16, 25-17, 25-16 |
| 28 giugno 2019 Complejo Deportivo Manuel Bonilla, Lima Durata: 1h:27 - Spettatori: 500 | Canada    | 3 - 0 | Argentina     | 25-23, 25-21, 25-23 |

##### Classifica
| Pos | Squadra       | Pt | G | V | P | SV | SP | Ratio | PF  | PS  | Ratio |
| --- | ------------- | -- | - | - | - | -- | -- | ----- | --- | --- | ----- |
| 1   | Canada        | 6  | 2 | 2 | 0 | 6  | 0  | MAX   | 150 | 116 | 1,293 |
| 2   | Argentina     | 3  | 2 | 1 | 1 | 3  | 3  | 1,000 | 142 | 140 | 1,014 |
| 3   | Taipei cinese | 0  | 2 | 0 | 2 | 0  | 6  | 0,000 | 114 | 150 | 0,760 |

### Fase finale
|  | Semifinali | Semifinali | Semifinali |        |           | Finale          | Finale          | Finale          |  |
|  |            |            |            |        |           |                 |                 |                 |  |
|  | 1A         | Rep. Ceca  | 3          |        |           |                 |                 |                 |  |
|  | 1A         | Rep. Ceca  | 3          |        |           |                 |                 |                 |  |
|  | 2B         | Argentina  | 0          |        |           |                 |                 |                 |  |
|  | 2B         | Argentina  | 0          |        | Rep. Ceca | Rep. Ceca       | 2               |                 |  |
|  |            |            |            |        | Rep. Ceca | Rep. Ceca       | 2               |                 |  |
|  |            |            | Canada     | Canada | 3         |                 |                 |                 |  |
|  | 1B         | Canada     | Canada     | Canada | 3         | 3               |                 |                 |  |
|  | 1B         | Canada     |            |        |           | 3               |                 |                 |  |
|  | 2A         | Croazia    | 0          |        |           | Finale 3º posto | Finale 3º posto | Finale 3º posto |  |
|  | 2A         | Croazia    | 0          |        |           |                 |                 |                 |  |
|  |            |            |            |        |           |                 |                 |                 |  |
|  |            |            |            |        |           | Argentina       | Argentina       | 3               |  |
|  |            |            |            |        |           | Argentina       | Argentina       | 3               |  |
|  |            |            |            |        |           | Croazia         | Croazia         | 0               |  |

#### Semifinali
| 29 giugno 2019 Complejo Deportivo Manuel Bonilla, Lima Durata: 1h:20 - Spettatori: 100 | Rep. Ceca | 3 - 0 | Argentina | 25-16, 25-19, 25-23 |
| 29 giugno 2019 Complejo Deportivo Manuel Bonilla, Lima Durata: 1h:35 - Spettatori: 400 | Canada    | 3 - 0 | Croazia   | 25-18, 25-20, 26-24 |

#### Finale 3º posto
| 30 giugno 2019 Complejo Deportivo Manuel Bonilla, Lima Durata: 1h:12 - Spettatori: 200 | Argentina | 3 - 0 | Croazia | 25-19, 25-18, 25-14 |

#### Finale 1º posto
| 30 giugno 2019 Complejo Deportivo Manuel Bonilla, Lima Durata: 2h:16 - Spettatori: 650 | Rep. Ceca | 2 - 3 | Canada | 17-25, 16-25, 25-21, 25-23, 8-15 |

## Podio

### Campione
Formazione: 1 Jessica Niles, 2 Autumn Bailey, 3 Kiera Van Ryk, 4 Kyla Richey, 5 Danielle Smith, 8 Alicia Ogoms, 9 Alexa Gray, 11 Andrea Mitrovic, 12 Jennifer Cross, 16 Shainah Joseph, 17 Kristen Moncks, 20 Alicia Perrin, 22 Megan Cyr, 23 Emily Maglio, CT: Tom Black

### Secondo posto
Formazione: 1 Andrea Kossányiová, 3 Veronika Trnková, 4 Gabriela Orvošová, 5 Eva Svobodová, 8 Barbora Purchartová, 11 Veronika Dostalová, 12 Michaela Mlejnková, 13 Tereza Patočková, 17 Nikola Vaňková, 18 Pavla Vincourová, 21 Kristýna Šustrová, 22 Eva Rutarová, 24 Kateřina Holásková, CT: Giannīs Athanasopoulos

### Terzo posto
Formazione: 1 Elina Rodríguez, 3 Yamila Nizetich, 4 Daniela Bulaich, 5 Lucía Fresco, 6 Erika Mercado, 8 Victoria Michel, 10 Tatiana Vera, 11 Julieta Lazcano, 12 Tatiana Rizzo, 15 Antonela Fortuna, 16 Camila Hiruela, 17 Candelaria Herrera, 18 Valentina Gonzalez, 20 Valentina Galiano, CT: Hernán Ferraro

## Classifica finale
| Pos | Squadra       | Qualificazione                 |
| --- | ------------- | ------------------------------ |
|     | Canada        | Volleyball Nations League 2020 |
|     | Rep. Ceca     |                                |
|     | Argentina     |                                |
| 4   | Croazia       |                                |
| 5   | Taipei cinese |                                |
| 5   | Perù          |                                |